# Černovický hájek
Černovický hájek je přírodní rezervace v katastrálním území Brněnské Ivanovice v Brně, okres Brno-město. Nachází se na horním toku Černovického potoka asi jeden kilometr jižně Starých Černovic. Geomorfologicky náleží Dyjsko-svrateckému úvalu. Důvodem ochrany je zbytek podmáčeného lužního lesa při jihovýchodním okraji města Brna. Lokalita původně náležela ke katastrálnímu území Černovice, od něhož je odvozen její název.

## Historie
Od 1. května 2024 bylo území přírodní rezervace začleněno do nově vyhlášené přírodní památky Ráječek. Samotná přírodní rezervace Černovický hájek ale zrušena nebyla.

## Geologie
Podloží tvoří třetihorní bádenské jíly, na který jsou uloženy naplaveniny nivy řeky Svitavy a Černovického potoka (štěrkopísky pleistocenního stáří a hlíny holocenního stáří). Půdy reprezentují pseudoglejový glej a typická fluvizem.

## Flóra
Z dřevin je dominantní olše lepkavá (Alnus glutinosa), dále jsou zastoupeny dub letní (Quercus robur), jasan ztepilý (Fraxinus excelsior), jilm vaz (Ulmus laevis) či topol bílý (Populus alba), cizorodým prvkem je javor jasanolistý (Acer negundo), mezi keři je rozšířen zejména bez černý (Sambucus nigra). Mokřadní rostlinstvo zastupuje blatouch bahenní (Caltha palustris), kosatec žlutý (Iris pseudacorus), ostřice ostrá (Carex acutiformis), přeslička bahenní (Equisetum palustre), na sušších místech česnek medvědí (Allium ursinum), dymnivka dutá (Corydalis cava), áron karpatský, kruštík širolistý (Epipactis helleborine). Z prostoru výstavby třetí novomlýnské nádrže byla do hájku přesazena bledule letní (Leucojum aestivum).

## Fauna
Z mokřadních druhů je to zavíječ (Cryptoblabes bistriga), píďalička zejkovaná (Anticollix sparsata) a různorožec olšový (Aethalura punctulata), hnízdí tu moudivláček lužní (Remiz pendulinus), slavík obecný (Luscinia megarhynchos), lejsek šedý (Muscicapa striata), žluva hajní (Oriolus oriolus), žluva zelená (Picus viridis) či krutihlav obecný (Jynx torquilla).